# Nova Livada, Haskovo
Nova Livada (în bulgară Нова Ливада) este un sat în comuna Ivailovgrad, regiunea Haskovo,  Bulgaria. 

## Demografie
Componența etnică a satului Nova Livada
     Nicio identificare (100%)
     Altele (0%)
La recensământul din 2011, populația satului Nova Livada era de 20 locuitori. . Pentru 100% din locuitori nu este cunoscută apartenența etnică.